# Biserica de lemn din Cehei

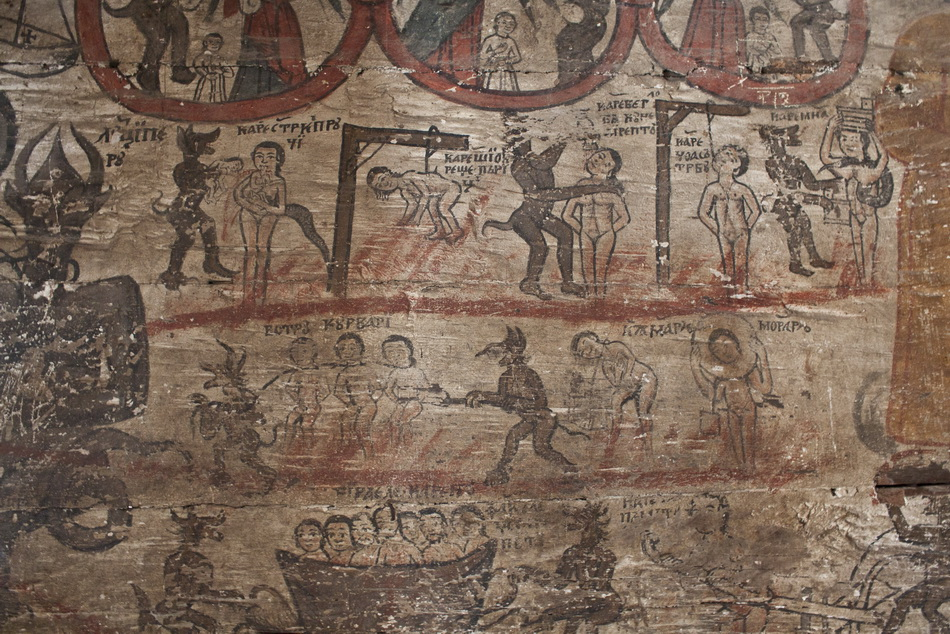
Judecata de Apoi - Fragment din pictura pronaosului

Biserica de lemn din Cehei se află în localitatea omonimă din județul Sălaj. Ea este datată din anul 1765 și tradiția amintește aducerea ei din satul Câmpia. Biserica se află pe noua listă a monumentelor istorice sub codul LMI: SJ-II-m-A-05033.

## Istoric
Informația păstrată în tradiția comunității cum că biserica a fost adusă din satul Câmpia nu este dublată de vreun înscris păstrat în biserică. Cu toate acestea, dată fiind distanța relativ scăzută dintre cele două localități, de aproximativ 20 km, aducerea bisericii din localitatea amintită este cât se poate de posibil, cu atât mai mult că acest fenomen a fost unul des întâlnit în epocă. Inscripția care se păstrează în stânga și dreapta ușii de la intrare nu lămurește în totalitate momentul edificării bisericii. Astfel, popa Gheorghe nota, cu caractere chirilice, doar atât: "1765. Scris-amu eu popa Gheorghe". Ulterior, sub anul trecut cu caractere chirilice a fost incizat anul, cu grafia actuală dar, probabil datorită unei erori de citire, a fost înscris anul 1763. 
Un alt eveniment important în viața acestei bisericuțe a fost momentul împodobirii ei cu pictură interioară. Fără să se fi păstrat numele  zugravului, prin analogiile făcute, prin analiza stilistică a picturilor de la bisericile de lemn din Zalnoc și Derșida - amândouă localitățile aflate în relativa apropiere a satului Cehei, cercetătoarea Ioana Cristache-Panait atribuie și această pictură aceluiași zugrav Nichita, despre care se știe că a pictat bisericile amintite la sfârșitul secolului al XVIII-lea.
Alte amănunte despre comunitate și biserică se păstrează sporadic. Într-un raport întocmit la 31 decembrie 1831 se precizează că Ceheiul avea 292 locuitori. După opt ani, populația satului scade la 274 "greco-catolici care au biserică". Din șematismele bisericii greco-catolice aflăm că în anul 1896, Ceheiul era parohie ce aparținea de districtul Valcăului, biserica de lemn având hramul Sfinții Arhangheli, hram ce se păstrează până în prezent.
Referitor la istoria recentă a bisericii, amintim faptul că în anul 1974 acoperișul de șindrilă a fost refăcut. În anul 2000, biserica a beneficiat de ample lucrări de restaurare, fondurile necesare acestor operațiuni fiind asigurate de Ministerul Culturii și Cultelor.

## Trăsături
Biserica, aflată în coasta dealului ce adăpostește și vechiul cimitir, are planul dreptunghiular, terminat în partea sa estică cu absida altarului, decroșată, cu cinci laturi. Pe latura de sud biserica are și un mic pridvor. Tot pe latura de sud se găsește și intrarea în biserică. Aceasta, frumos încadrată de crestături sub forma unor brâuri în relief ce delimitează șiruri de linii întretăiate dispuse în casete - decor alterat, din păcate, de intervențiile ulterioare, conduce vizitatorul spre pronaosul bisericii. Pridvorul se întinde pe toată lungimea pronaosului și naosului, fiind constituit dintr-o succesiune de cinci stâlpi, decorați frumos, între care se intercalează arcade formate de contrafișele pridvorului. Cuie de lemn cu capete decorative leagă contrafișele de stâlpi. Dimensiunile bisericii, conform măsurătorilor făcute de Leontin Ghergariu sunt următoarele: lățimea - 572 cm și lungimea naosului și pronaosului - 852 cm. La rândul său, absida altarului are lungimea de aproximativ 300 cm. În interior regăsim încăperile consacrate. Trecerea dintre pronaos și naos este frumos decorată, regăsindu-se și aici elementele decorative întâlnite la portalul intrării în biserică. Trecerea spre absida altarului se face prin intermediul a trei deschideri. Masa altarului se sprijină pe un picior realizat dintr-o singură bucată de lemn. Acoperirea acestor spații se realizează prin intermediul unui tavan de scânduri în cazul pronaosului, o boltă semicilindrică susținută de un arc-dublou în cazul naosului iar în cazul absidei altarului întâlnim o boltire mai puțin întâlnită, anume o calotă sferică, formată din șase fâșii curbe. Acestă soluție de acoperire este întâlnită și la biserica de lemn din Camăr, aflată nu departe dar, trebuie spus, că această soluție este mult mai des utilizată la bisericile de lemn din zona Moldovei. Acoperișul bisericii nu este unitar, în dreptul absidei acesta fiind mai scund. În partea de vest, așezat peste pronaos se află turnul-clopotniță. De înălțime mică, turnul are o galerie deschisă ce este acoperită de o fleșă cu baza octogonală terminată cu o cruce metalică. Atât deasupra altarului cât și în extremitatea estică a acoperișului ce acoperă naosul se află amplasate, pe coamă, câte o cruce din metal. În decursul timpul, în vederea măririi capacității bisericii a fost adăugat în partea vestică a naosului corul. În prezent, în urma lucrărilor de restaurare acesta a fost îndepărtat dar urmele sale încă mai pot fi văzute.  Un alt element adăugat mai târziu, care nu se mai regăsește în prezent poate fi considerat și copertina ce proteja scările de la intrarea în biserică. De asemenea a fost înlăturat și "ochiul" inserat în acoperișul de șindrilă.
Pictura acestei biserici este una dintre cele mai bine păstrate picturi din bisericile de lemn ale Sălajului. Zugravul Nechita, căruia i-a fost atribuită opera, a utilizat un program iconografic în mare parte asemănător cu cel întâlnit la biserica de lemn din Zalnoc. În pronaos, pe peretele vestic întâlnim scene din Judecata de Apoi. Încolonate într-un rând cu fața spre nord sunt înșirate mai întâi fecioarele nebune precedate de cele înțelepte. Cele din urmă, aflate în imediata apropiere a lui Isus Hristos se desfășoară pe peretele de nord a pronaosului. Reprezentările în medalioane a principalelor defecte umane: Dușmănia (Zavistia), Lăcomia sau Curvia sunt așezate deasupra scenelor la care sunt supuși păcătoșii. În naos, pereții încă poartă chipurile sfinților mucenici. Pe bolta naosului sunt reprezentate episoade din patimile și minunile lui Isus Hristos. De asemenea, pe mijlocul bolții, în medalioane sunt reprezentați Dumnezeu Tatăl și Isus Hristos. Ușile diaconești, care în prezent nu se mai găsesc în biserică aveau reprezentați pe patriarhul Petre (ușa spre proscomidiar) respectiv pe patriarhul Aron (ușa spre diaconicon). Ușile împărătești, decorate cu motive vegetale cuprindeau șase medalioane în care erau reprezentați probabil Sf. Maria, Arhanghelul Gavriil precum și cei patru sfinți evangheliști. Iconografia absidei, care cuprindea pe lângă sfinți patriarhi și chipurile a două sfinte mucenițe: Ioana și Ana sau scena Răstignirii este considerată a fi una mai bogată decât cele din bisericile aflate în apropiere.
Iconostasul este format din trei registre. Primul registru, cel mai de sus, este reprezentat pe Isus Hristos pe cruce, flancat de crucile celor doi tâlhari. În cel de-al doilea registru se disting cei 12 apostoli. Cel de-al treilea registru prezintă evenimente din viața Mântuitorului sau care au legătură cu acesta: Nașterea Mariei, Ducerea în biserică, Nașterea lui Isus Hristos, Botezul Domnului, Bunavestire, Marama Domnului, Duminica Floriilor, Învierea lui Isus Hristos, Înălțarea Domnului, Pogorârea Duhului Sfânt, Schimbarea la față sau Adormirea Maicii Domnului.

## Imagini de arhivă

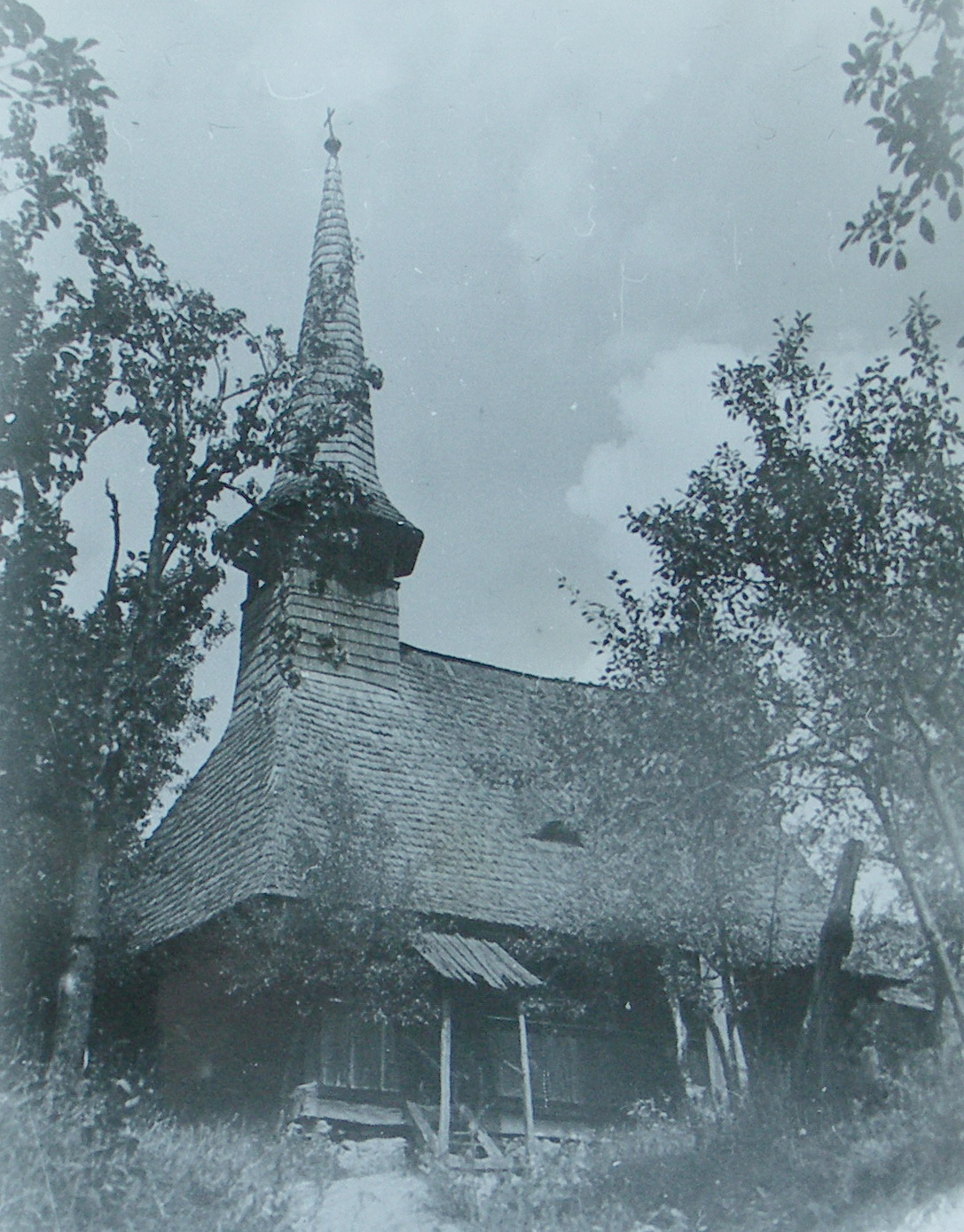
Biserica de lemn din Cehei. Foto: ante 1970
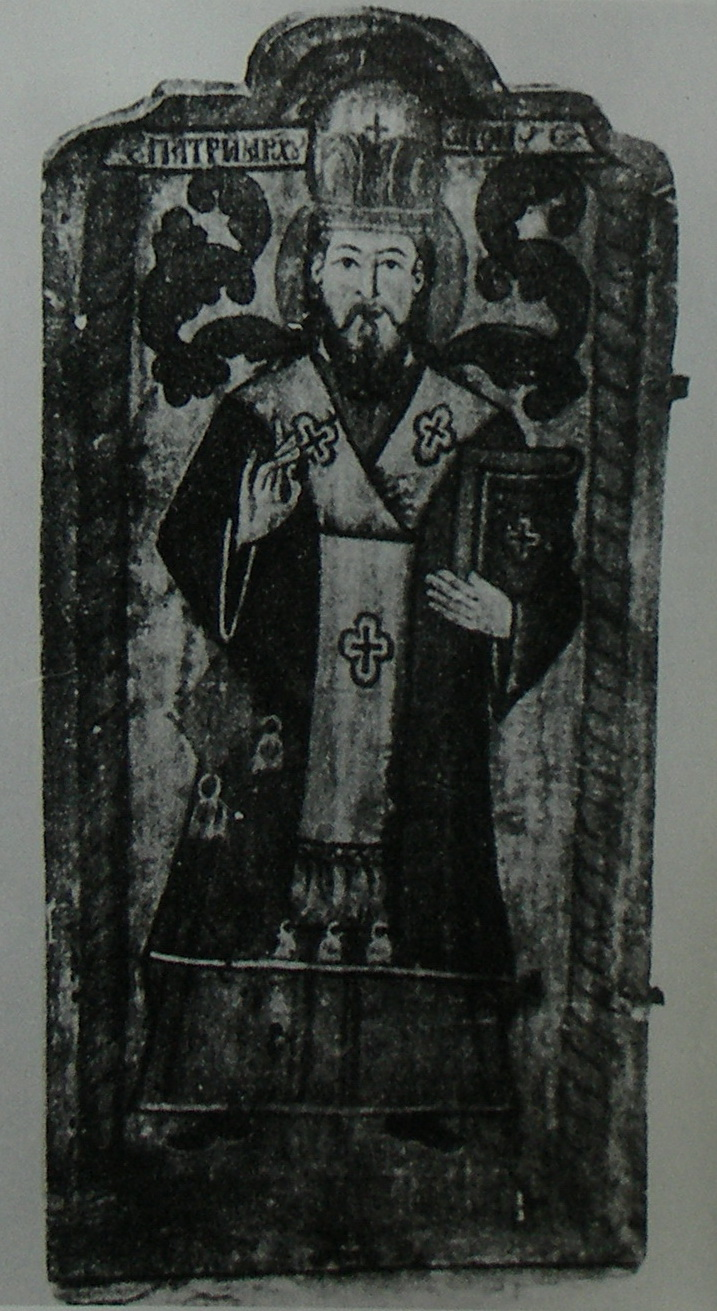
Ușă diaconească cu figura patriarhului Aron. Foto: ante 1970
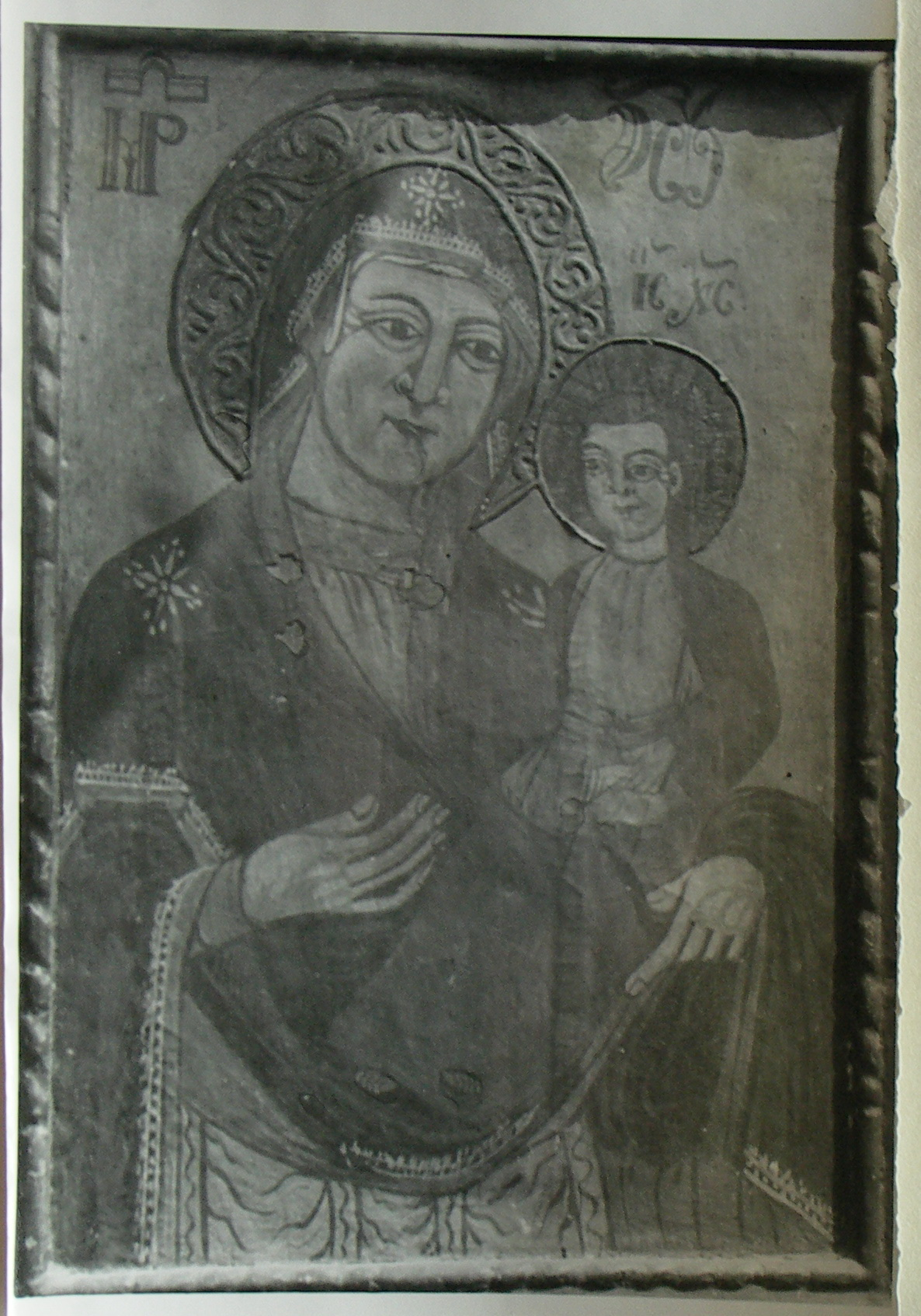
Sfânta Maria cu pruncul Isus. Foto: ante 1970

## Imagini

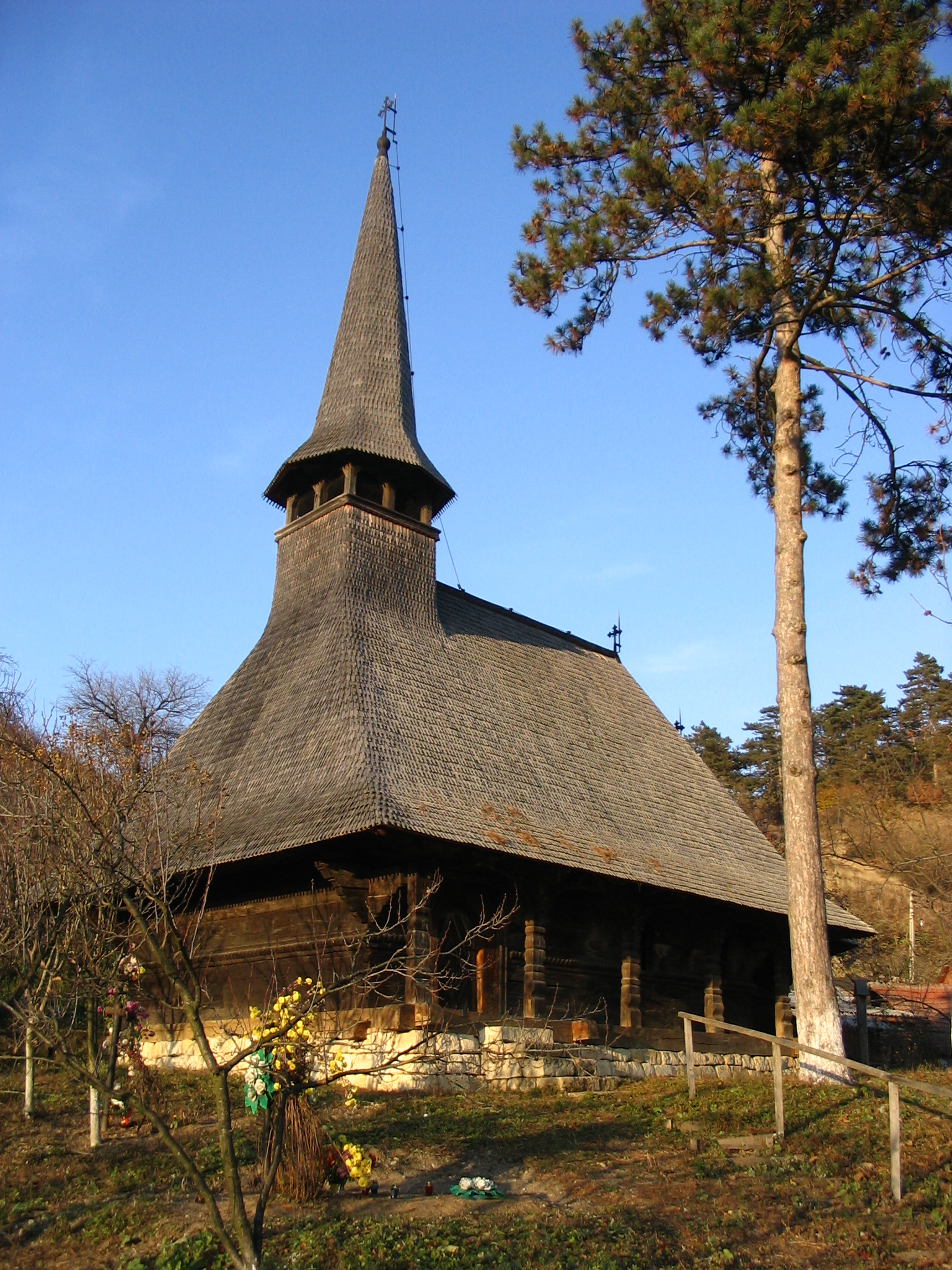
Biserica de lemn din Cehei. Foto: 2007
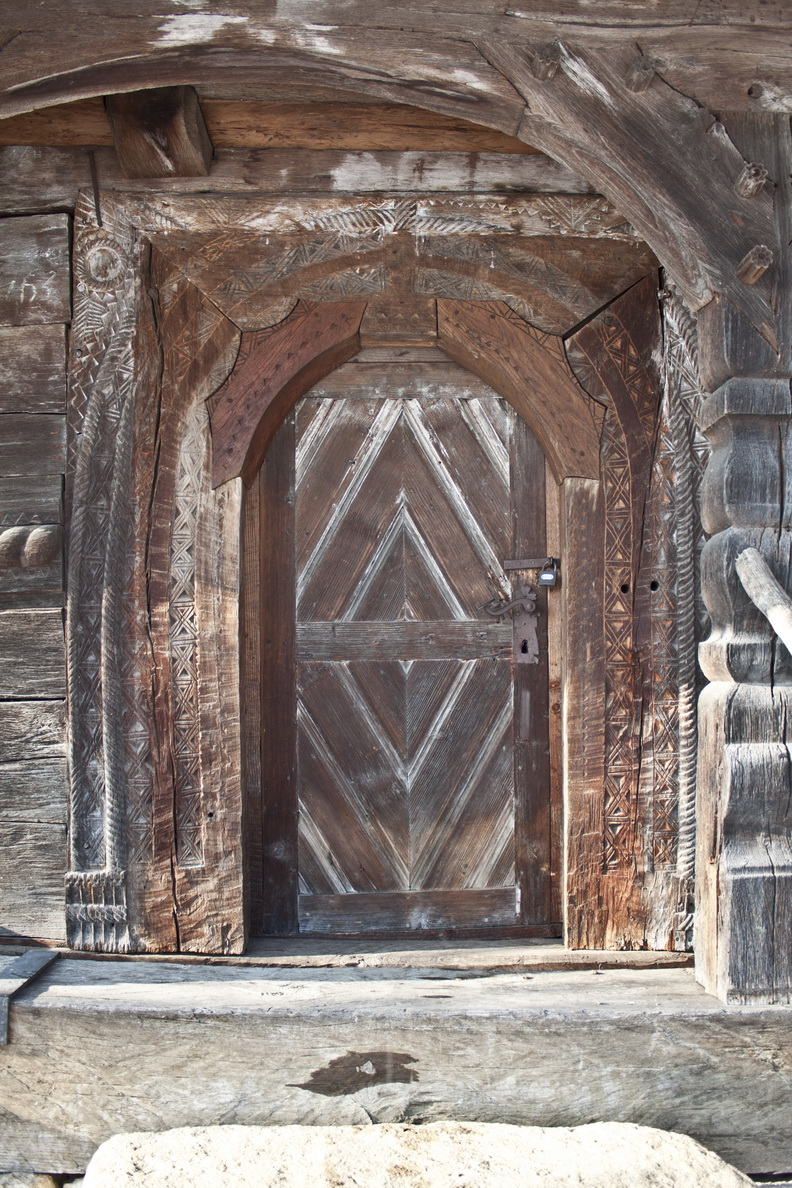
Portalul
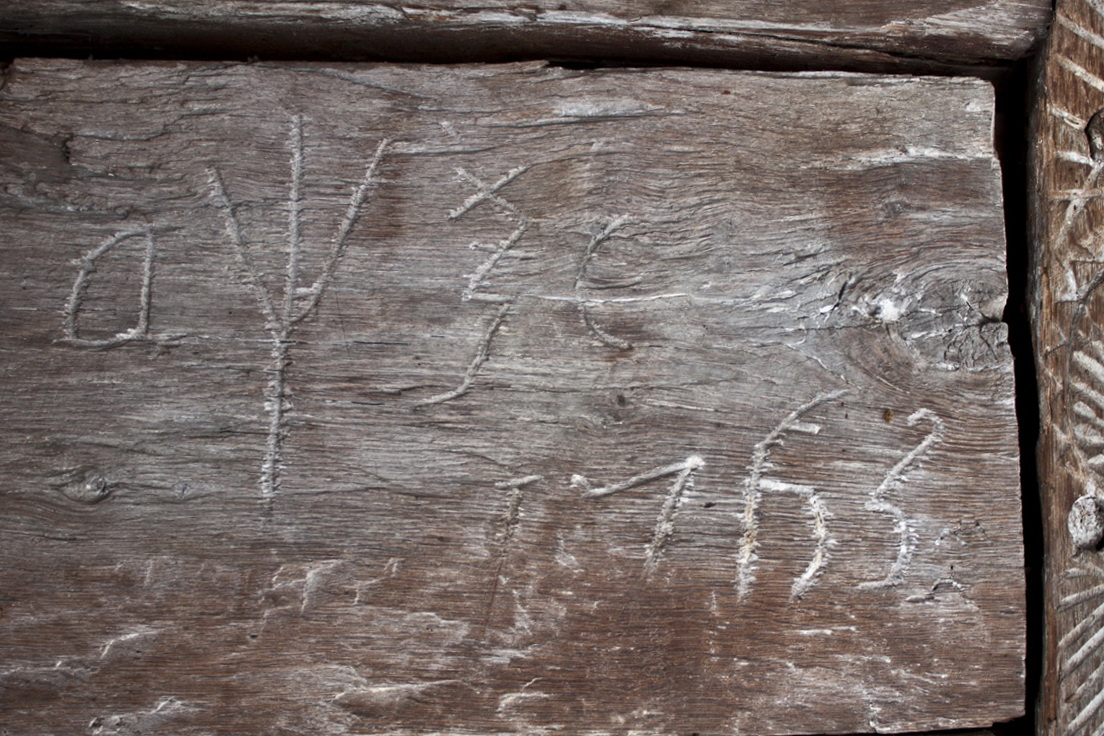
Inscripția ce datează biserica - anul 1765
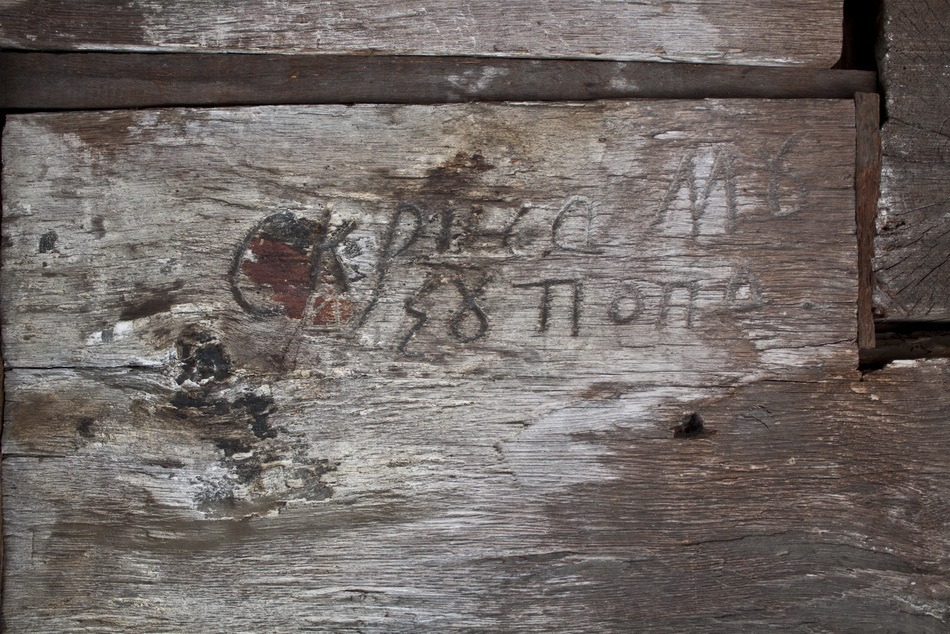
Autorul înscrisului - Popa Gheorghe
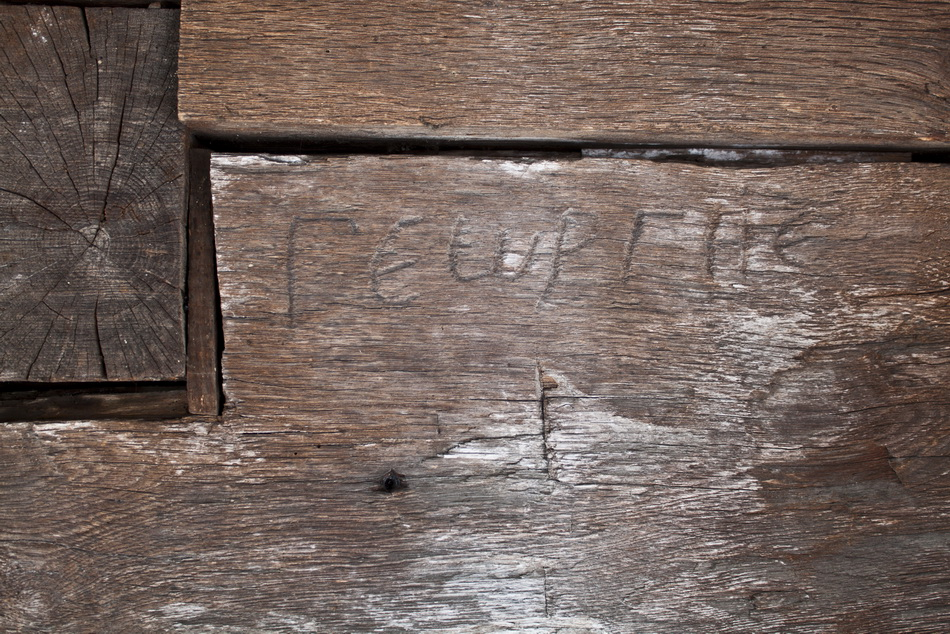
Completarea inscripției
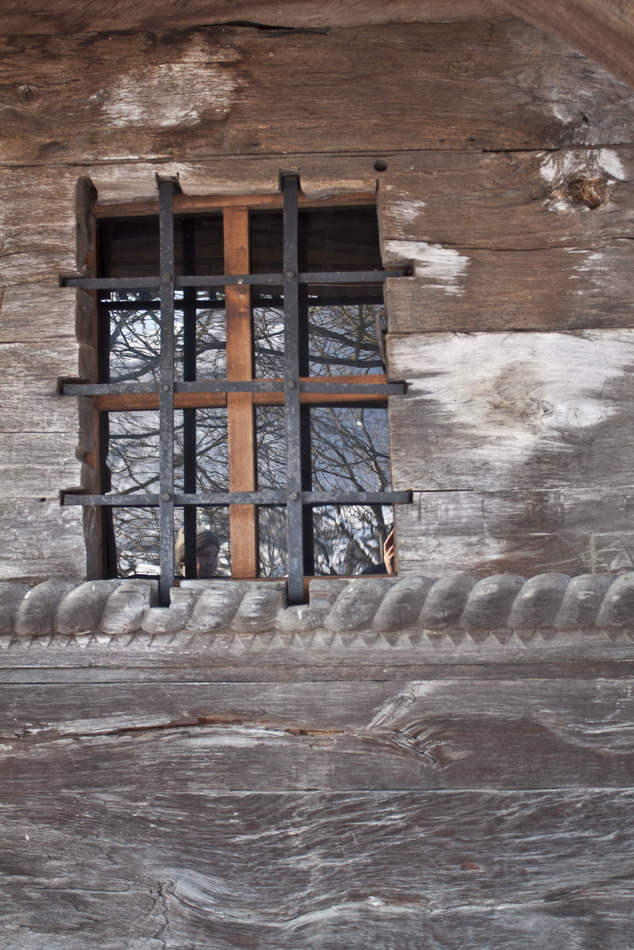
Fereastră
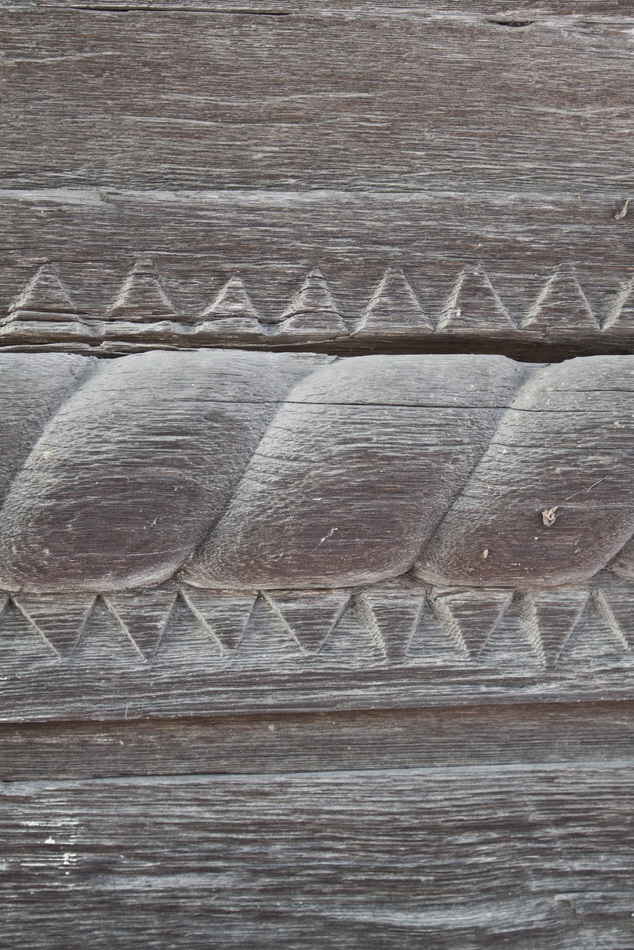
Detaliu - brâul ce înconjoară biserica
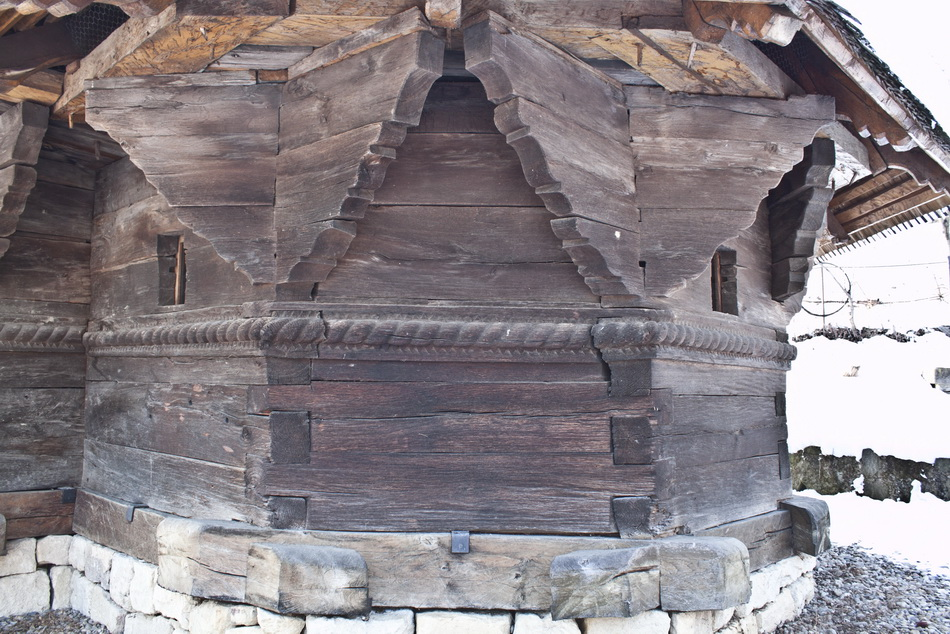
Absida altarului
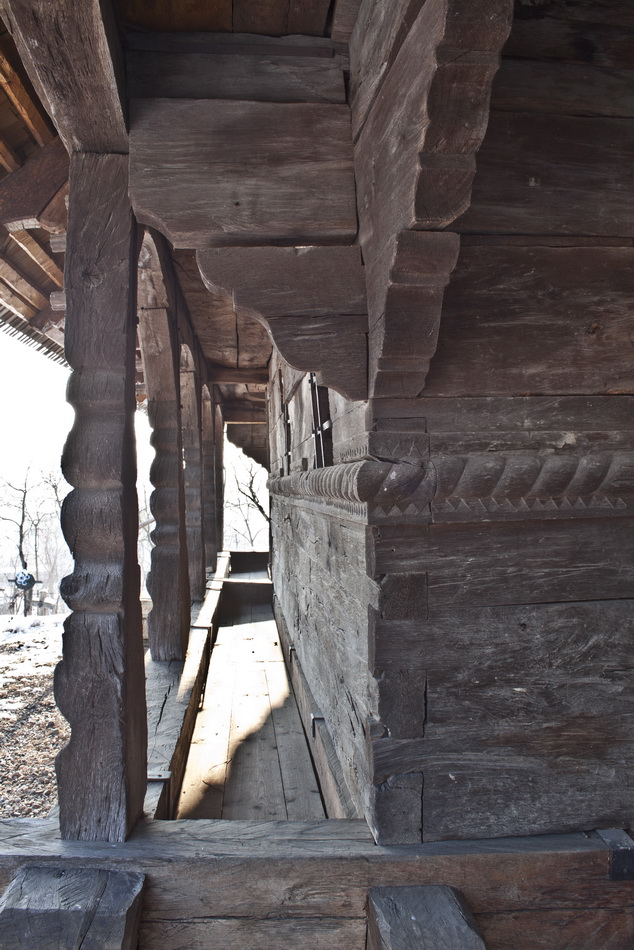
Prispa bisericii
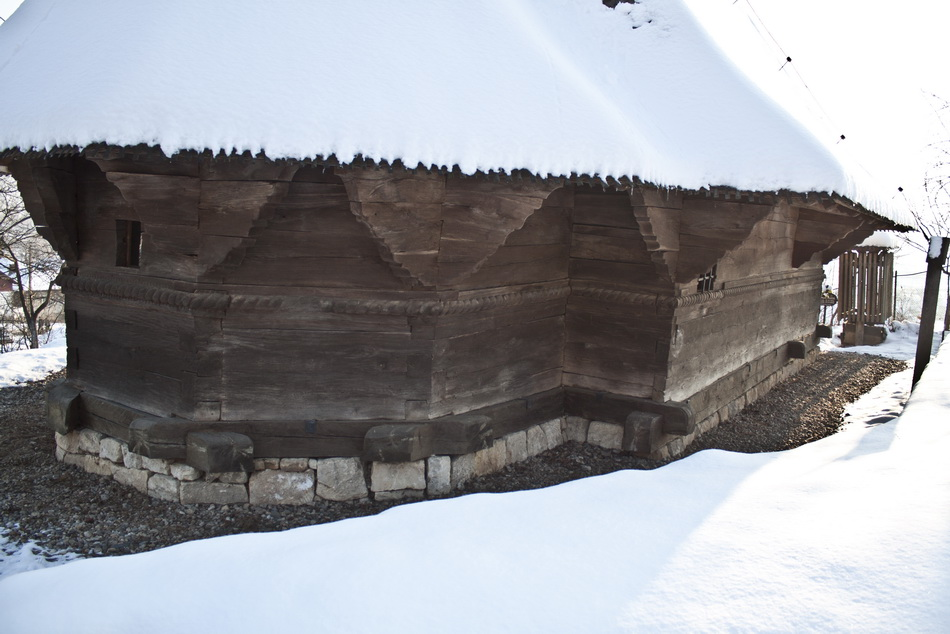
Absida altarului și latura de nord a bisericii
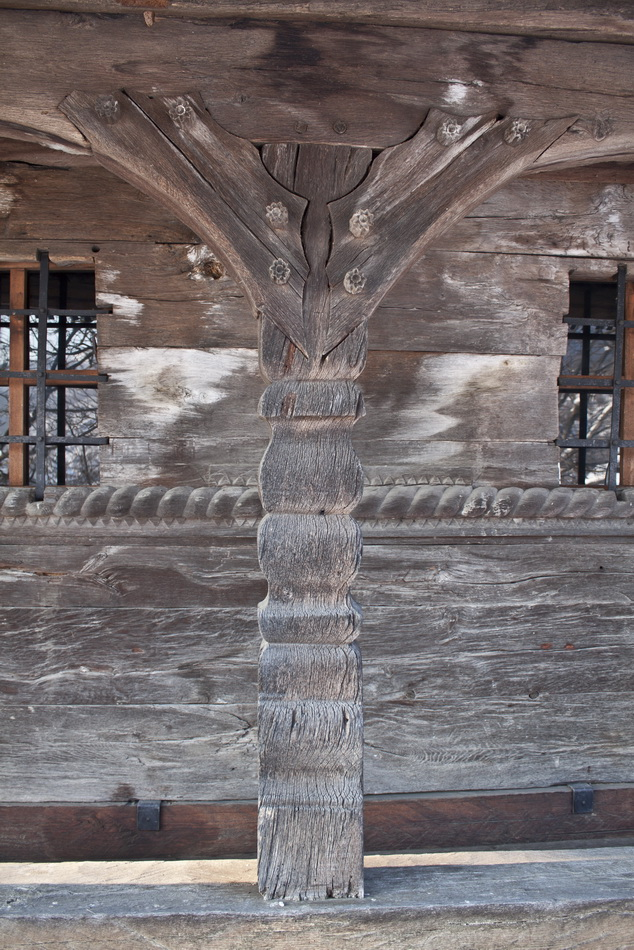
Stâlp la pridvorul bisericii
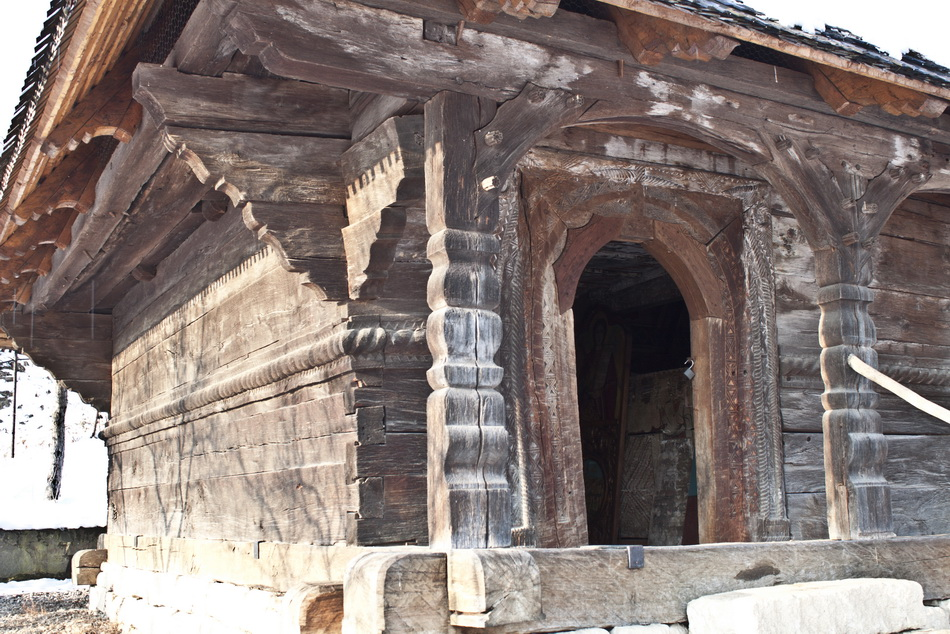
Latura de vest a bisericii
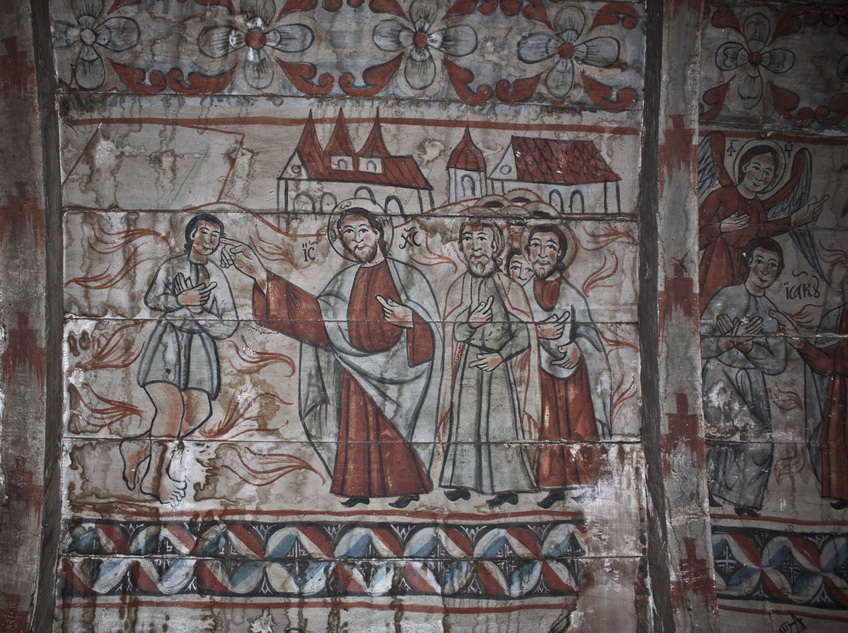
pictura bolții naosului
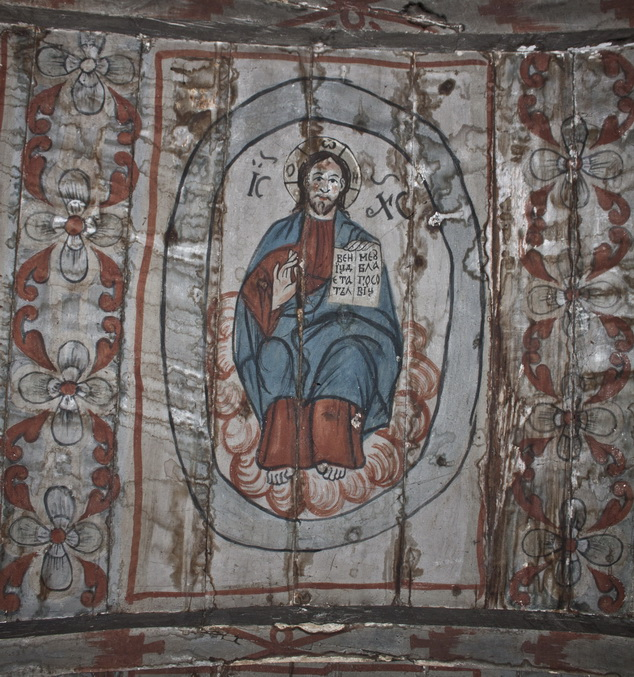
Isus Hristos - "Veniți de tatăl meu blagosloviți"
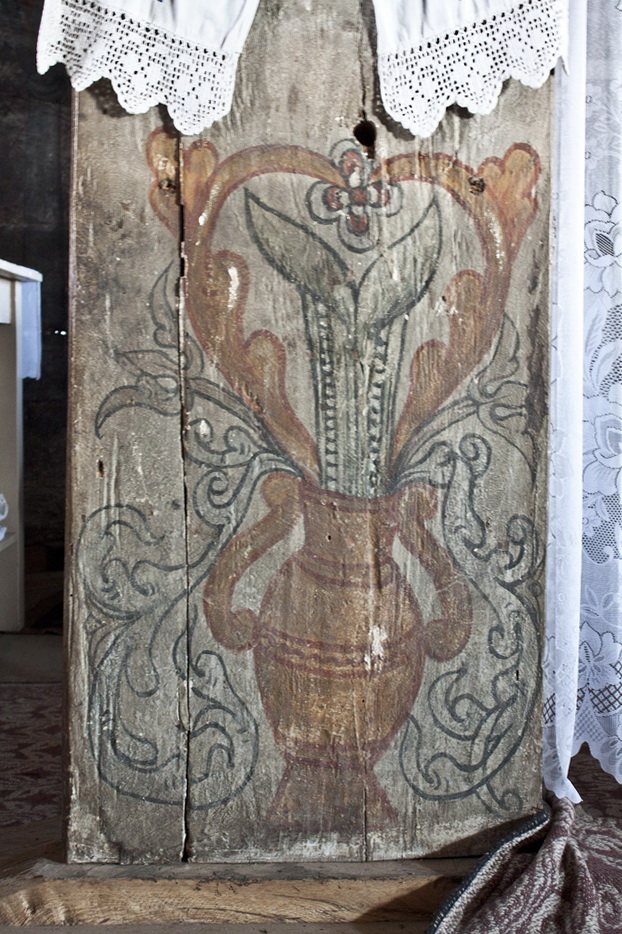
Poală de icoană
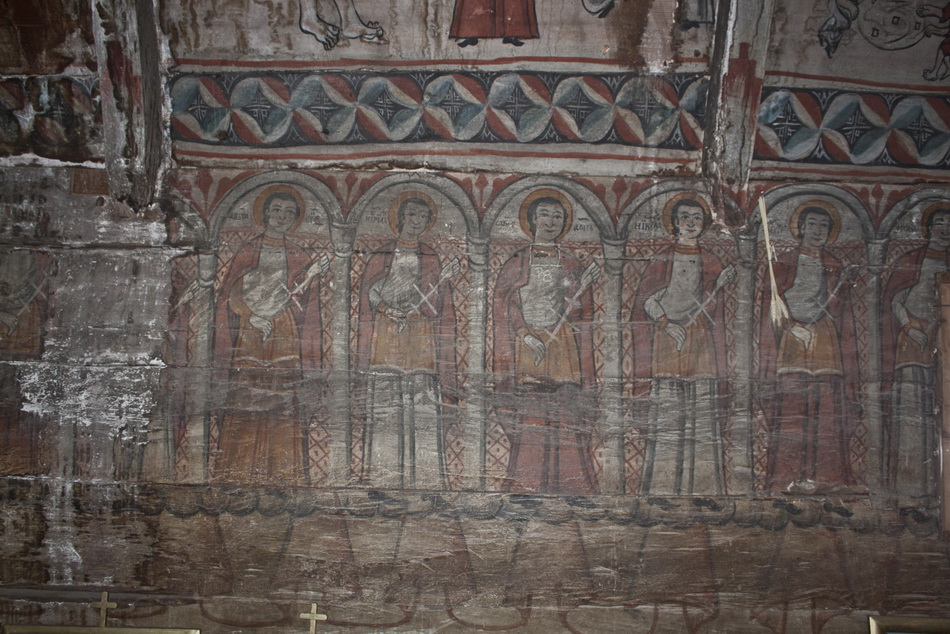
Sfinți Mucenici
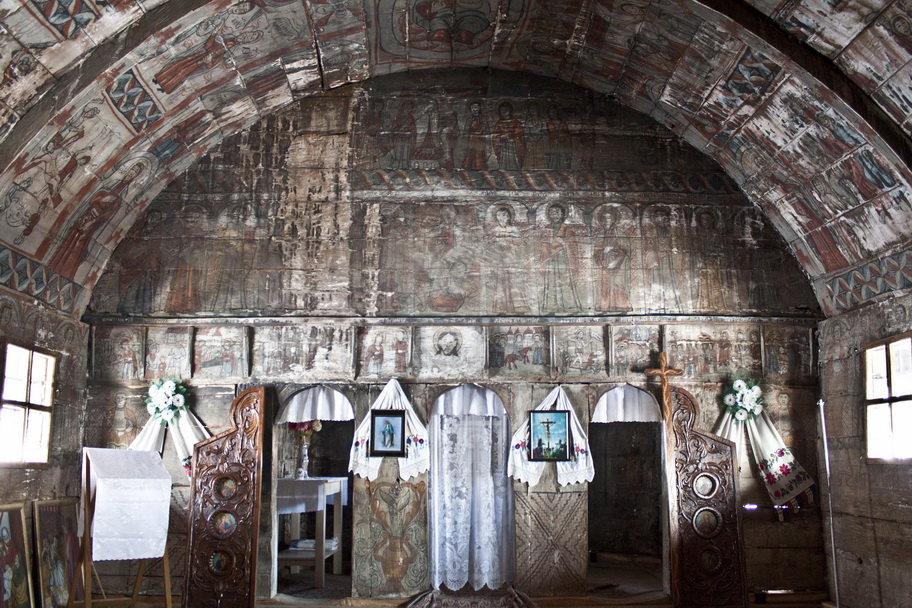
Vedere spre iconostas
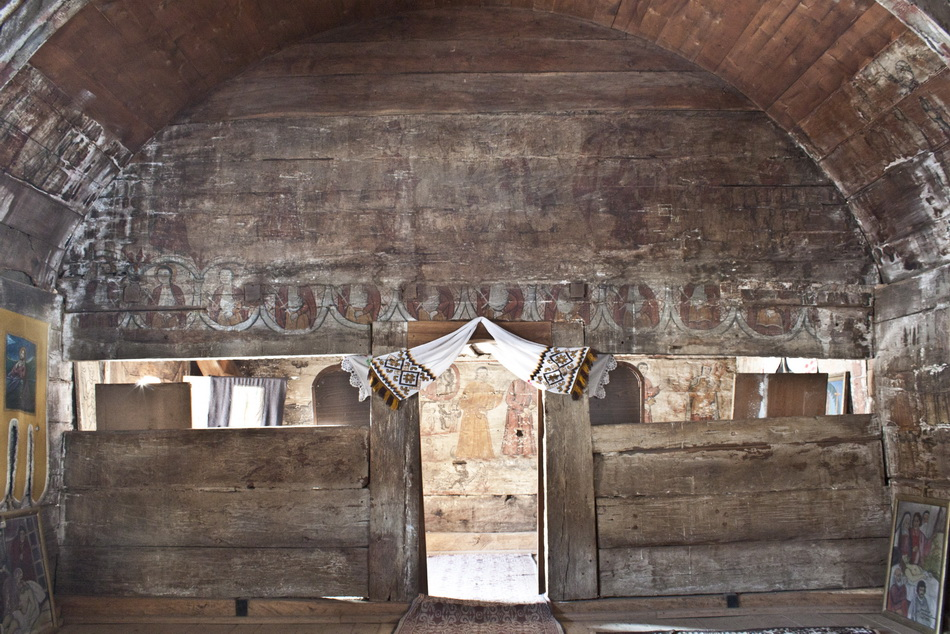
Vedere spre pronaos
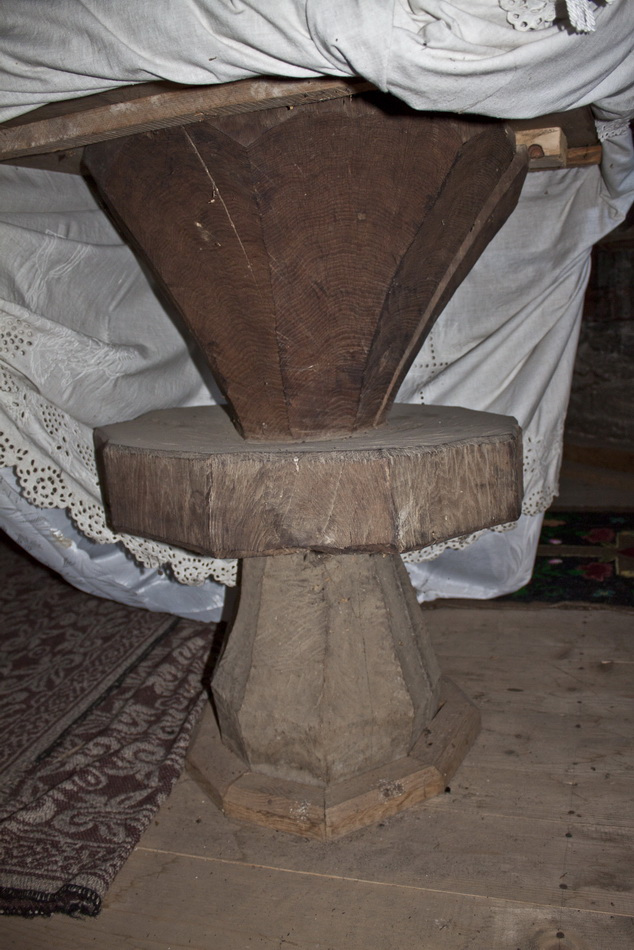
Piciorul mesei altarului
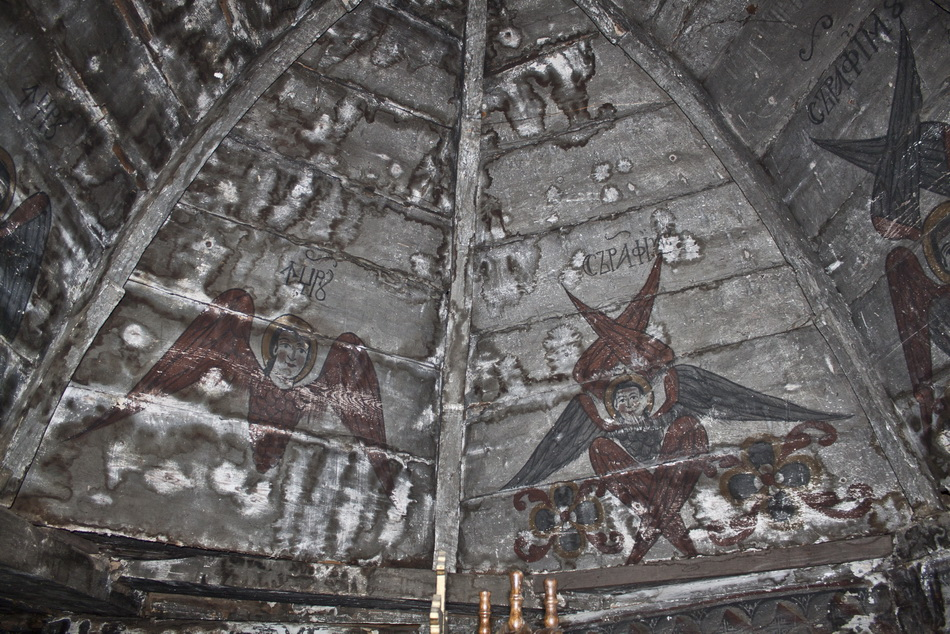
Înger și serafim
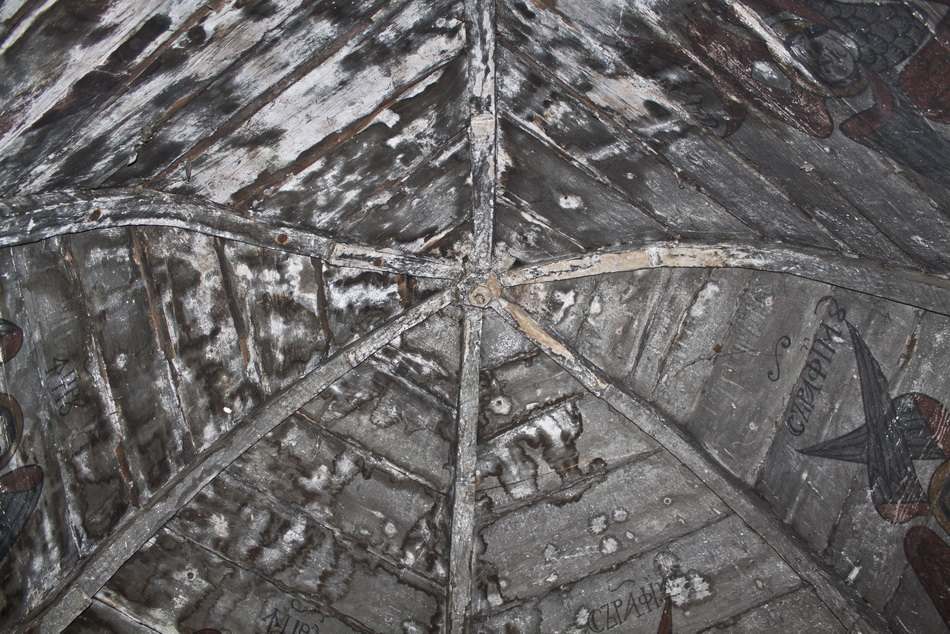
Bolta absidei
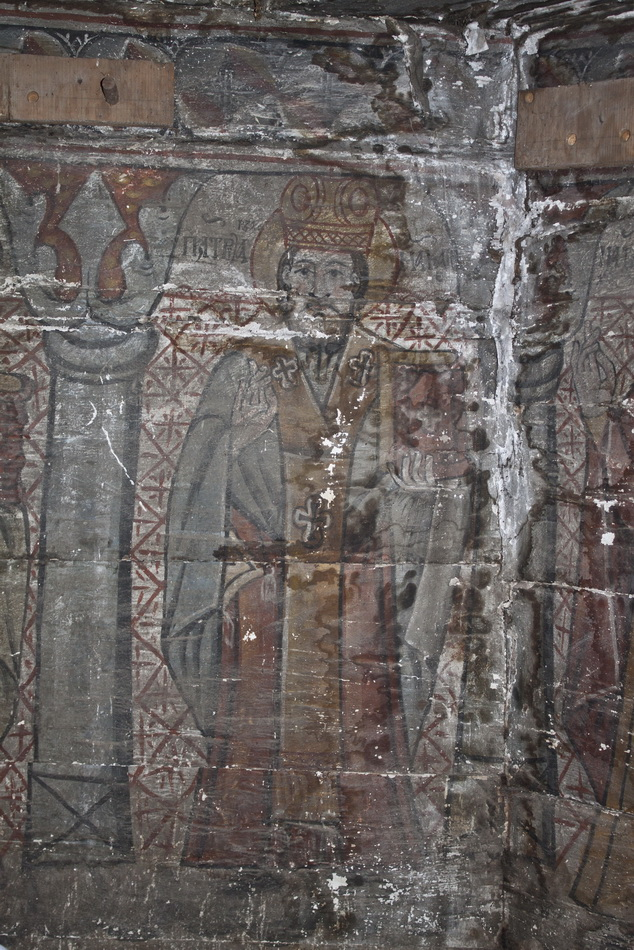
Sfânt Patriarh pictat în absida altarului
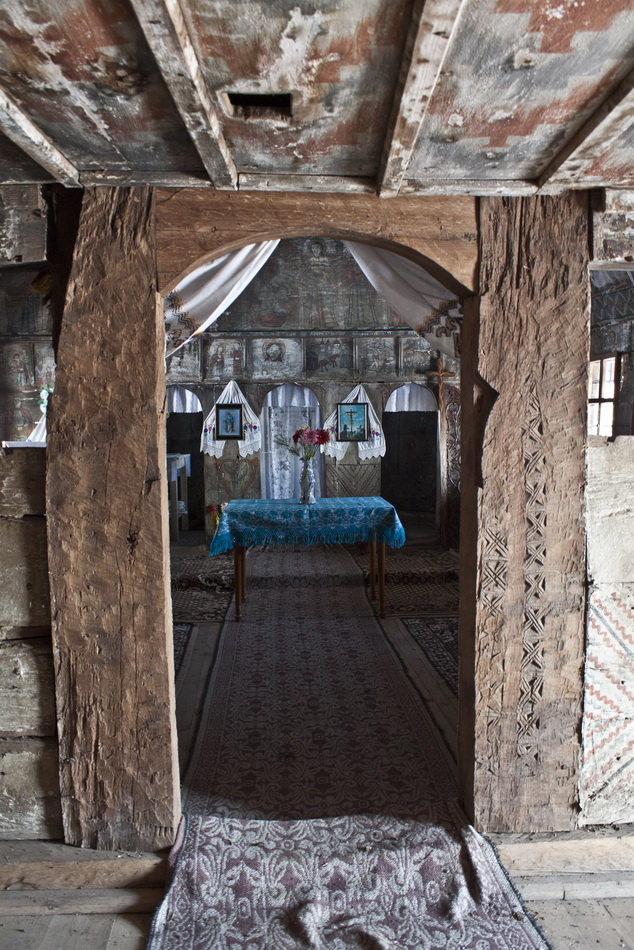
Portalul interior
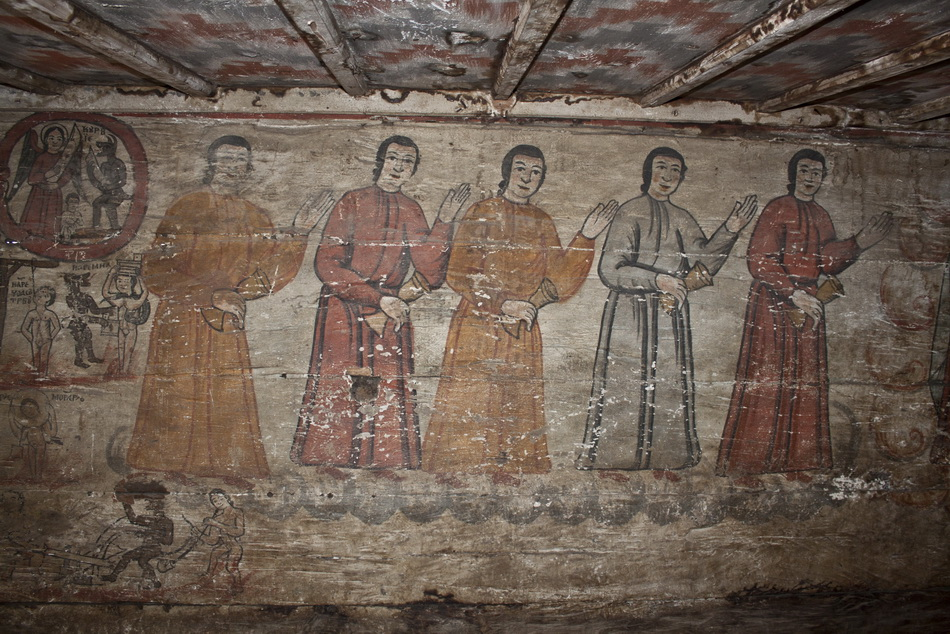
"Fecioare nebune"
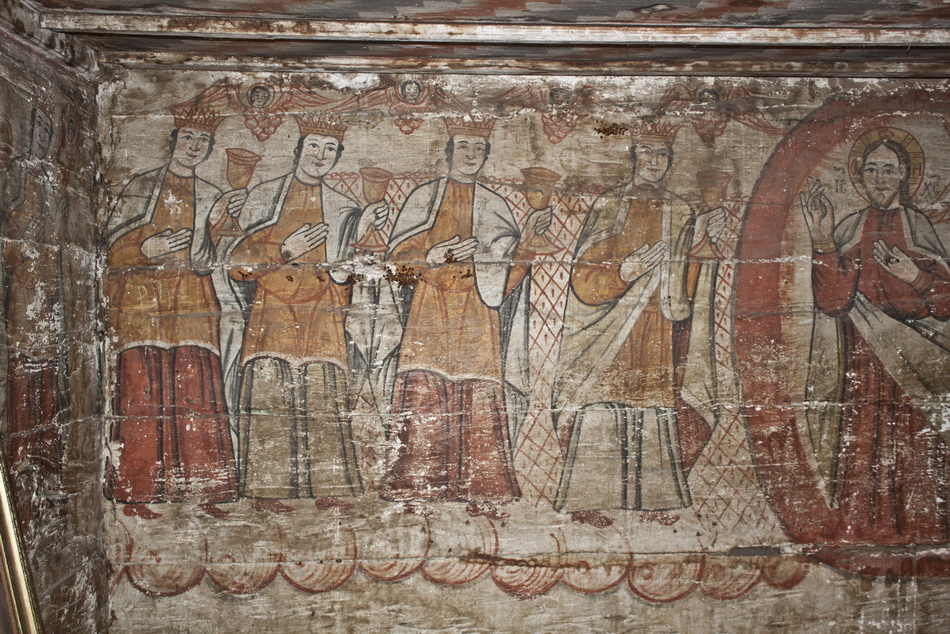
"Fecioare înțelepte"
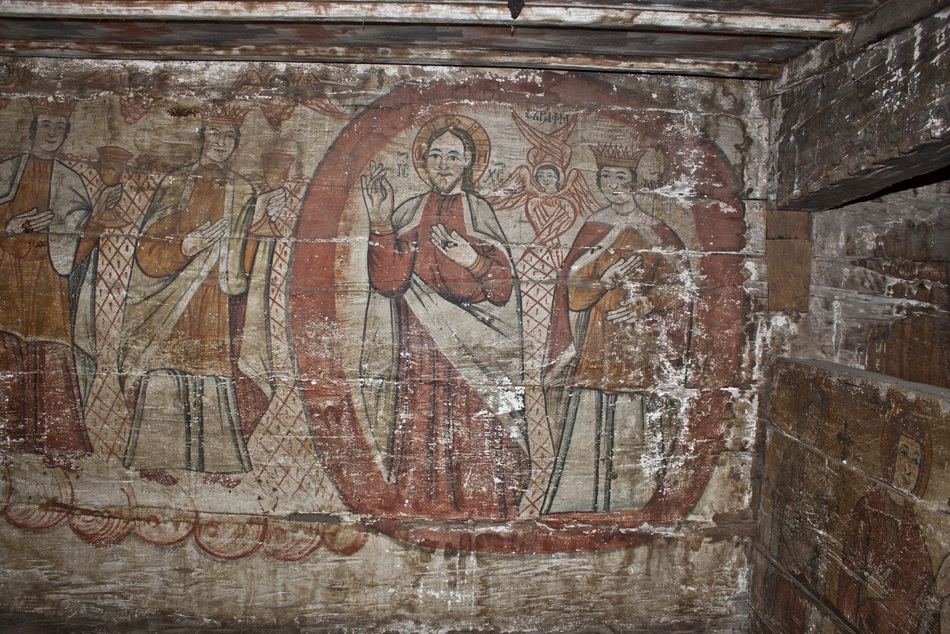
Isus Hristos întâmpină fecioarele înțelepte
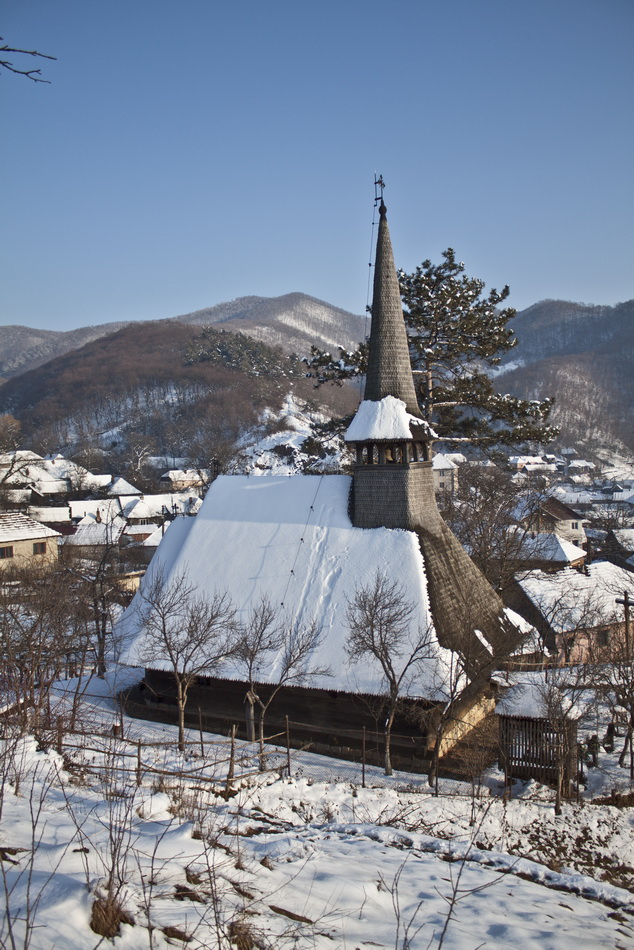
Biserica văzută din nord-vest
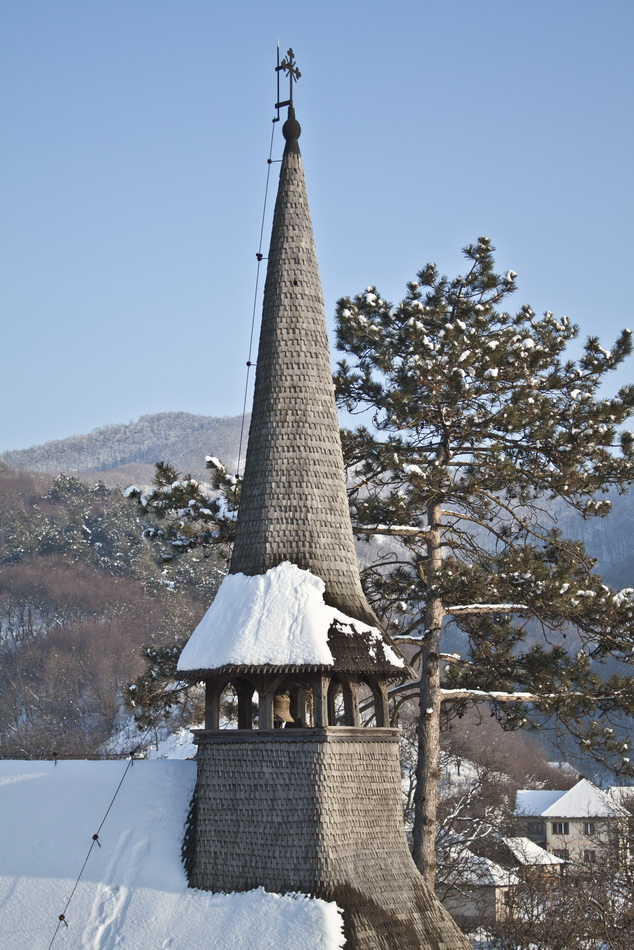
Fleșa turnului-clopotniță
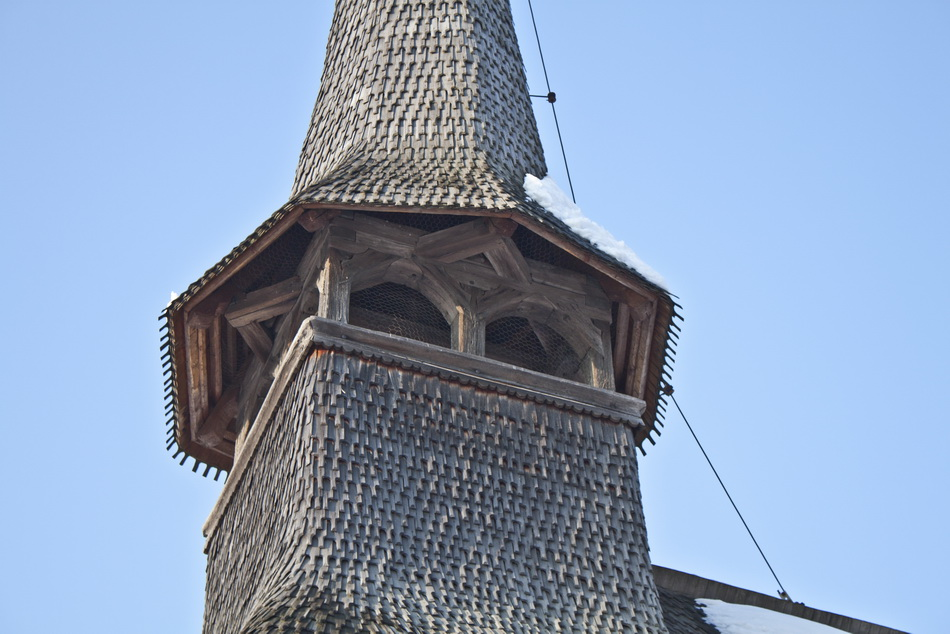
Galeria turnului-clopotniță
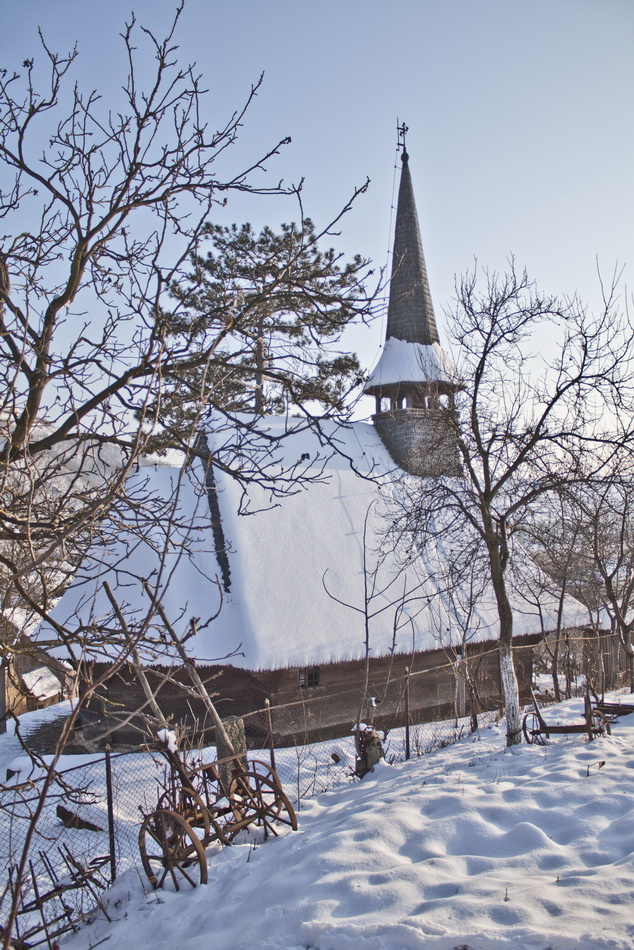
Biserica, văzută din nord-est